# Břevnice
Břevnice är en ort i Tjeckien.   Den ligger i regionen Vysočina, i den centrala delen av landet, 100 km sydost om huvudstaden Prag. Břevnice ligger 438 meter över havet och antalet invånare är 127.
Terrängen runt Břevnice är huvudsakligen platt. Břevnice ligger nere i en dal. Runt Břevnice är det ganska tätbefolkat, med 52 invånare per kvadratkilometer. Närmaste större samhälle är Havlíčkův Brod, 3,5 km sydväst om Břevnice. Omgivningarna runt Břevnice är en mosaik av jordbruksmark och naturlig växtlighet.